# Скала (Салерно)
Скала (итал. Scala) је насеље у Италији у округу Салерно, региону Кампанија.
Према процени из 2011. у насељу је живело 1139 становника. Насеље се налази на надморској висини од 432 м.

## Становништво
| 1931. | 1936. | 1951. | 1961. | 1971. | 1981. | 1991. | 2001. | 2011. |
| ----- | ----- | ----- | ----- | ----- | ----- | ----- | ----- | ----- |
| 1.251 | 1.326 | 1.584 | 1.680 | 1.456 | 1.419 | 1.455 | 1.488 | 1.518 |